# 金學喆
金學喆（1959年8月20日—），韓國男演員。

## 演出作品

### 電視劇
- 1996年：SBS《盜賊》
- 2000年：KBS《太祖王建》飾演 朴述熙
- 2001年：KBS《脆弱的心》
- 2003年：SBS《愛情萬歲》
- 2004年：KBS《九尾狐外傳》
- 2005年：SBS《嫁給百萬富翁》飾演 黃仁哲
- 2006年：MBC《流氓醫生》
- 2006年：MBC《大祚榮》飾演 黑水兔
- 2006年：KBS《狐狸啊，你在做什麼？》飾演 金在春
- 2008年：KBS《快刀洪吉童》飾演 崔鐵柱
- 2008年：KBS《傳説的故鄉》飾演 村長
- 2008年：MBC《伊甸園之東》飾演 姜基滿
- 2009年：SBS《自鳴鼓》飾演 寶達
- 2010年：SBS《Giant》飾演 吳炳託
- 2010年：tvN《不可思議愛上你》飾演 朴克
- 2011年：SBS《你睡著的時候》飾演 高慶浩
- 2011年：MBC《歡樂滿屋2：短腿的反擊》
- 2012年：SBS《蠑螈道士和影子操作團》
- 2012年：SBS《美味人生》飾演 閔勇基
- 2013年：SBS《錢的化身》飾演 鄭海龍
- 2014年：OCN《Reset》飾演 金會長
- 2015年：SBS《我的心一閃一閃》飾演 千基凡
- 2015年：SBS《生意之神－客主2015》飾演 金學俊
- 2017年：MBC《君主－假面的主人》飾演 崔獻（特別出演）
- 2023年：tvN《盜賊：七個朝鮮通寶》飾演 王仁哲

### 電影
- 1996年：《隔世琴緣》
- 2000年：《飛天舞》
- 2001年：《殺手公司》
- 2017年：《True Fiction》

### 綜藝節目
- 2009年：SBS《強心臟》

## 外部連結
- NAVER （页面存档备份，存于）